# Slag bij Montaperti
De Slag bij Montaperti werd uitgevochten op 4 september 1260 tussen de steden Florence en Siena. Het dorpje Monteaperti is nu een deel van de gemeente Castelnuovo Berardenga in de provincie Siena. De slag was een onderdeel van de strijd tussen de Welfen en de Ghibellijnen in de Toscaanse steden. Hij is vooral bekend door een daad van verraad die de kansen deed keren, en die beschreven wordt in De goddelijke komedie van Dante Alighieri.

## Welfen en Ghibellijnen
De Welfen en de Ghibellijnen waren twee groepen die in Toscane in de 12e en de 13e eeuw partij kozen voor respectievelijk de paus of de keizer. Dat was tenminste in naam zo want in de praktijk had het vaak meer te maken met lokale rivaliteiten dan met de tegenstellingen tussen pausdom en keizerrijk.
In het midden van de 13e eeuw controleerden de Welfen Florence, terwijl de Ghibellijnen Siena regeerden. In 1258 slaagden de Welfen in Florence er in de laatste Ghibellijnen met enige macht te verjagen. Twee jaar later verzamelde Florence, samen met een aantal geallieerde steden als Bologna, Prato, Lucca, Orvieto, San Gimignano, San Miniato, Volterra en Colle di Val d'Elsa een leger van 35.000 man tegen Siena. Deze riepen de hulp in van koning Manfred van Sicilië, die de stad steunde met een contingent Duitse ruiters. Zelfs met deze versterking kwam het Sienese leger amper aan 20.000 man.

## De slag
Op de heuvel van Montaperti, even buiten Siena, slaagden de Florentijnen er, ondanks hun numerieke meerderheid, niet in de verdediging van Siena te doorbreken. Tegen de avond slaagden dezen er in met een kleine tegenaanval de Florentijnse vlag neer te halen. Dit was een signaal voor honderden Florentijnen, die eerder sympathiseerden met de Ghibellijnen, om te deserteren en zelfs hun Welfische medeburgers aan te vallen. Vervolgens haalde de Sienese hoofdmacht zwaar uit tegen de Florentijnen. Naar schatting meer dan 10.000 mensen stierven die dag.

## Na de slag
Een week later, op 13 september 1260, lieten de Welfen Florence in de steek en vluchtten naar Bologna en Lucca uit vrees voor de Ghibellijnen. Het leger van Siena bezette enkele kastelen in Florentijns gebied.
De eerder verbannen Florentijse Ghibellijnen namen op 27 september 1260 het bestuur van hun stad aan de Arno over. De bewoners zwoeren trouw aan koning Manfred. Bezittingen van de Welfen werden vernield.
Nog aan het einde van dezelfde maand kwam in Empoli een soort landdag van de heren van Toscane bijeen om de Ghibellijnse macht en dus ook het gezag van de koning te proclameren. De vertegenwoordigers van Siena en Pisa vroegen de vernietiging van Florence, maar daar verzetten de Florentijnse afgevaardigde zich tegen.
Op 18 november 1260 deed paus Alexander IV alle aanhangers van koning Manfred in de ban. Deze excommunicatie versterkte opnieuw de positie van de Welfen. Het overlijden van de paus deed de Ghibellijnen weer triomferen, maar in werkelijkheid heroverden de Welfen in enkele jaren tijd overal de macht in Toscane. In 1269 leed Siena een zware nederlaag tegen Florence in de Slag bij Colle.